# Wahlbezirk Böhmen 4
Der Wahlbezirk Böhmen 4 war ein Wahlkreis für die Wahlen zum Abgeordnetenhaus im österreichischen Kronland Böhmen. Der Wahlbezirk wurde 1907 mit der Einführung der Reichsratswahlordnung geschaffen und bestand bis zum Zusammenbruch der Habsburgermonarchie.

## Geschichte
Nachdem der Reichsrat im Herbst 1906 das allgemeine, gleiche, geheime und direkte Männerwahlrecht beschlossen hatte, wurde mit 26. Jänner 1907 die große Wahlrechtsreform durch Sanktionierung von Kaiser Franz Joseph I. gültig. Mit der neuen Reichsratswahlordnung schuf man insgesamt 516 Wahlbezirke, wobei mit Ausnahme Galiziens in jedem Wahlbezirk ein Abgeordneter im Zuge der Reichsratswahl gewählt wurde. Der Abgeordnete musst sich dabei im ersten Wahlgang oder in einer Stichwahl mit absoluter Mehrheit durchsetzen. Der Wahlkreis Böhmen 4 umfasste kleine Teile des II. Prager Gemeindebezirks (Obere Neustadt II), d. h. jene Teile, die nicht von den Wahlbezirken 2 und 3 abgedeckt wurden sowie den VI. Prager Gemeindebezirk  Wyschehrad. Aus der Reichsratswahl 1907 ging Karel Černohorský (Jungtschechen) als Sieger hervor, der jedoch bereits 1908/09 sein Mandat niederlegte und in der Folge von seinem Parteikollegen Jindřich Metelka abgelöst wurde. 1911 gewann Václav Klofáč (Tschechische national-soziale Partei) die Wahl.

## Wahlen

### Reichsratswahl 1907
Die Reichsratswahl 1907 wurde am 14. Mai 1907 (erster Wahlgang) sowie am 23. Mai 1907 (Stichwahl) durchgeführt.

#### Erster Wahlgang
| Kandidat                                                              | Partei                                  | Wahlkreisstimmen | Prozent |
| --------------------------------------------------------------------- | --------------------------------------- | ---------------- | ------- |
| Karel Černohorský                                                     | Jungtschechen                           | 1888             | 39,6    |
| Johann Jelinek                                                        | Tschechische Sozialdemokratische Partei | 1393             | 29,2 %  |
| Josef Bubnik                                                          | Tschechische national-soziale Partei    | 914              | 19,2 %  |
| Alexander Richter                                                     | Deutsche Fortschrittspartei             | 201              | 4,2 %   |
| Josef Hovádek                                                         | Katholische Volkspartei                 | 166              | 3,5 %   |
| Prášek                                                                | selbständiger Tscheche                  | 86               | 1,8 %   |
| Rafael Pacher                                                         | Deutschvölkische Partei                 | 66               | 1,4 %   |
|                                                                       | Sonstige Parteien                       | 49               | 1,1     |
| Wahlberechtigte: 6353, Ungültige Stimmen: 31, Wahlbeteiligung: 75,5 % |                                         |                  |         |

#### Stichwahl
| Kandidat                                                              | Partei                     | Wahlkreisstimmen | Prozent |
| --------------------------------------------------------------------- | -------------------------- | ---------------- | ------- |
| Karel Černohorský                                                     | Jungtschechen              | 2894             | 63,1 %  |
| Johann Jelinek                                                        | Sozialdemokratische Partei | 1694             | 36,9 %  |
| Wahlberechtigte: 6356, Ungültige Stimmen: 28, Wahlbeteiligung: 72,6 % |                            |                  |         |

### Reichsratsergänzungswahl 1909
Nach der Mandatsniederlegung des Abgeordneten Černohorský wurde eine Ergänzungswahl für seinen Nachfolger ausgeschrieben. Diese wurde am 22. April 1909 (erster Wahlgang) bzw. am 29. April 1909 (Stichwahl) durchgeführt. Bei der Stichwahl konnte sich Jindřich Metelka (Jungtschechen) durchsetzen.

#### Erster Wahlgang
| Kandidat                                                              | Partei                               | Wahlkreisstimmen | Prozent |
| --------------------------------------------------------------------- | ------------------------------------ | ---------------- | ------- |
| František Zdráhal                                                     | Tschechische national-soziale Partei | 1590             | 31,5 %  |
| Jindřich Metelka                                                      | Jungtschechen                        | 1257             | 24,9 %  |
| Sokol                                                                 | Radikal-fortschrittliche Partei      | 1257             | 24,9 %  |
| Johann Job                                                            | Sozialdemokratische Partei           | 1156             | 22,9 %  |
| Josef Drozda                                                          | Katholisch-nationale Partei          | 118              | 2,3 %   |
|                                                                       | Sonstige                             | 7                | 0,1 %   |
| Wahlberechtigte: 6578, Ungültige Stimmen: 18, Wahlbeteiligung: 77,1 % |                                      |                  |         |

#### Stichwahl
| Kandidat                                                             | Partei        | Wahlkreisstimmen | Prozent |
| -------------------------------------------------------------------- | ------------- | ---------------- | ------- |
| Jindřich Metelka                                                     | Jungtschechen | 2568             | 52,1 %  |
| František Zdráhal                                                    | Jungtschechen | 2357             | 47,9 %  |
| Wahlberechtigte: 6578, Ungültige Stimmen:22, Wahlbeteiligung: 75,2 % |               |                  |         |

### Reichsratswahl 1911
Die Reichsratswahl 1911 wurde am 13. Juni 1911 durchgeführt. Die Stichwahl entfiel auf Grund des absoluten Mehrheit für Václav Klofáč im ersten Wahlgang.
| Kandidat                                                              | Partei                                  | Wahlkreisstimmen | Prozent |
| --------------------------------------------------------------------- | --------------------------------------- | ---------------- | ------- |
| Václav Klofáč                                                         | Tschechische national-soziale Partei    | 3115             | 63,1 %  |
| Josef Budnik                                                          | Tschechische Sozialdemokratische Partei | 1281             | 26,0 %  |
| Vaclav Jirak                                                          | Tschechische Christlichsoziale Partei   | 183              | %       |
| Alexander Richter                                                     | Deutsche Fortschrittspartei             | 179              | 3,7 %   |
| Alois Klima                                                           | Staatsrechtlich-fortschrittliche Partei | 158              | 3,2 %   |
|                                                                       | Sonstige                                | 20               | 0,4 %   |
| Wahlberechtigte: 6452, Ungültige Stimmen: 30, Wahlbeteiligung: 77,0 % |                                         |                  |         |